# Nikon D7000
Nikon D7000 — цифровой зеркальный фотоаппарат компании Nikon, представленный 15 сентября 2010 года. Представляет собой развитие модели D90, при этом рядом характеристик превзошёл модель более высокого класса Nikon D300s. Фотоаппарат имеет сенсор Sony IMX-071 с кроп-фактором 1,5 и позволяет использовать как объективы Nikon DX, так и другие объективы с байонетом Nikon F. В качестве штатного объектива используется объектив AF-S 18-105 мм f/3,5-f/5,6G ED VR.
В феврале 2013 года была выпущена следующая модель семитысячной серии — Nikon D7100.

## Отличия от Nikon D90
- Разрешение увеличено с 12,3 до 16,1 млн пикселов (используется новый 16,2-мегапиксельный сенсор Sony IMX071[2]);
- Глубина цвета увеличена с 12 до 14 бит на канал;
- Новый процессор обработки изображения EXPEED 2 (в Nikon D90 — EXPEED);
- Диапазон чувствительности ISO расширен с 200—3200 до 100—6400 ISO с возможностью увеличения до 25 600;
- Новые режимы съёмки видео: 1280 × 720 (30, 25, 24 кадров/c), 1920 × 1080 (24 кадра/с);
- Возможность непрерывной контрастной автофокусировки при съемке видео;
- Улучшена система фокусировки, модуль Multi-CAM 4800DX: 39 датчиков (вместо 11), 9 крестообразных (вместо 1);
- Новый усовершенствованный экспозамер (с помощью отдельной 2016-пиксельной матрицы);
- Видоискатель со 100-процентным охватом поля кадра;
- Два разъёма для карт памяти SD вместо одного;
- Корпус из частично из магниевого сплава (верх, задняя панель, низ) пылевлагозащитный. Однако, перед остался как у D90 пластиковый. (<PC GF20> пластик);
- Выдержка 1/8000 (1/4000 у Nikon D90);
- Затвор тестирован на 150 тысяч срабатываний, как у D300(s), против 100 тысяч срабатываний у Nikon D90;
- Добавлен режим «бесшумного спуска» затвора;
- Добавлена функция «виртуальный горизонт»;
- Длительность непрерывной видеосъемки до 20 минут;
- Скорость серийной съёмки увеличена с 4,5 до 6 кадров в секунду;
- Улучшен алгоритм шумоподавления;
- Есть автоматическая коррекция искажений Nikon-объективов;
- Есть возможность «перепрошивать» вспышки — такие как SB900, SB910. Эта первая любительская камера Nikon с такой функцией;
- На колесике режимов есть 2 «пользовательских», на которых можно сохранить необходимые настройки;
- Есть 2 автоматических режима «баланса белого» — второй для сохранения телесных оттенков.

## Совместимость с объективами
- DX NIKKOR, AF NIKKOR (тип G, D) — поддерживаются все функции;
- AF NIKKOR прочих типов: поддерживаются все функции, кроме 3D цветового матричного замера II;
- PC Micro-NIKKOR — совместим, но не поддерживает некоторые функции;
- IX NIKKOR — не поддерживается;
- объективы с байонетом F для F3AF — не поддерживаются;
- AI-P NIKKOR: поддерживаются все функции, кроме 3D цветового матричного замера II;
- Объективы без микропроцессора: могут использоваться в режимах «А» и «M»;
- AI — цветовой матричный замер и отображение значения диафрагмы работают, при точном указании параметров объектива. Электронный дальномер работает при максимальной диафрагме f/5,6 и выше.

## Награды
Nikon D7000 стал лауреатом премий TIPA (Technical Image Press Association) и EISA (European Imaging and Sound Association):
- TIPA Best D-SLR Advanced (2011)[3],
- EISA European Advanced SLR (2011—2012)[4].